# Mycetophila axeli
Mycetophila axeli är en tvåvingeart som beskrevs av Duret 1985. Mycetophila axeli ingår i släktet Mycetophila och familjen svampmyggor. Inga underarter finns listade i Catalogue of Life.